# Takeo Ishii
Takeo Ishii (石井 健雄, né le 3 mai 1947 à Tokyo) est un jodleur japonais.

## Biographie
Ishii est né et a été élevé à Tokyo. Il a entendu pour la première fois du yodel à la radio alors qu'il était au lycée. Il a étudié comme son père le génie mécanique à l'université. Durant son temps libre, il s'est passionné pour la cithare et le hammered dulcimer, dont il a appris à jouer. Il a appris le yodel en écoutant des disques de l'Allemand Franzl Lang et a commencé à se produire pour la télévision japonaise. Au cours d'un semestre d'études en Allemagne, il s'est rendu en Suisse, où il a chanté dans une auberge à Zurich. Cette activité a bientôt commencé à lui rapporter de l'argent. Il a fini par jouer devant son idole Lang, qui l'a pris sous son aile. Il est apparu à la télévision avec Maria Hellwig et est devenu connu dans les cercles germanophones comme le « jodleur japonais ».[réf. souhaitée] Takeo Ishii a rencontré son épouse Henriette en 1981 ; trois ans plus tard, il lui a fait sa demande en mariage sous forme de yodel dans un onsen du Japon. Ils se sont mariés en 1985 et vivent à Reit im Winkl, en Bavière, avec leurs cinq enfants : Maximilian, Michael, Andreas, Lukas et Julia.

## Discographie
- Appenzeller
- Der Liebes-Jodler
- Der Küsten-Jodler
- New Bibi-Hendl
- Zwei Spuren im Schnee
- Der Import-Hit aus Japan
- Bockwurst, Bier und Blasmusik
- Wer hat nur Dir das Jodeln beigebracht
- Mei Bibihenderl
- Ich wünsch mir eine Jodlerbraut
- Klarinetten-Muckl-Jodler
- Auf'm Tanzboden bei der Wirtin zum Stern
- Wenn ich verliebt bin, muss ich jodeln
- Suki Yaki
- Japaner Jodler
- Chicken Attack
- Bergvagabunden
- Takeo Endboss